# Magellán-rigó
A Magellán-rigó (Turdus falcklandii) a madarak osztályának verébalakúak (Passeriformes) rendjébe és a rigófélék (Turdidae) családjába tartozó faj.

## Rendszerezése
A fajt Jean René Constant Quoy és Joseph Paul Gaimard írták le 1824-ben.

## Alfajai
- Turdus falcklandii falcklandii (Quoy & Gaimard, 1824) - a Falkland-szigetek
- Turdus falcklandii magellanicus (King, 1831) - dél-Argentína és dél-Chile

## Előfordulása
Dél-Amerika déli részén, Argentína, Chile és a Falkland-szigetek területén honos. Természetes élőhelyei a mérsékelt övi erdők, füves puszták és cserjések, sziklás környezetben, valamint szántóföldek és vidéki kertek. Vonuló faj.

## Megjelenése
Átlagos testhossza 27 centiméter, testtömege 100-111 gramm.
|  |

## Életmódja
Férgekkel, csigákkal és ízeltlábúakkal táplálkozik, de gyümölcsöt is fogyaszt.

## Természetvédelmi helyzete
Az elterjedési területe nagyon nagy, egyedszáma pedig stabil. A Természetvédelmi Világszövetség Vörös listáján nem fenyegetett fajként szerepel.